# علي العمري (لاعب كرة قدم قطري)
علي العمري (مواليد 8 مارس 1999) هو لاعب كرة قدم قطري يلعب مع نادي الشحانية كلاعب وسط.

## مسيرة اللاعب
لعب في نادي الغرافة ونادي الوكرة ونادي الشحانية.